# Veskiküla
Veskiküla är en ort i Estland. Den ligger i Vasalemma kommun och landskapet Harjumaa, i den västra delen av landet, 40 km sydväst om huvudstaden Tallinn. Veskiküla ligger 27 meter över havet och antalet invånare är 119.
Terrängen runt Veskiküla är mycket platt. Runt Veskiküla är det glesbefolkat, med 12 invånare per kvadratkilometer. Närmaste större samhälle är Keila, 12,7 km nordost om Veskiküla. I omgivningarna runt Veskiküla växer i huvudsak blandskog.